# Паризи, Роналд Энтони
Ро́налд Э́нтони Пари́зи (англ. Ronald Anthony Parise; 1951—2008) — астронавт США. Совершил два космических полёта на шаттлах: STS-35 (1990, «Колумбия») и STS-67 (1995, «Атлантис»), инженер.
Паризи умер от опухоли головного мозга 9 мая 2008 года в возрасте 56 лет.

## Личные данные и образование
Роналд Паризи родился 25 мая 1951 года в городе Уоррен, штат Огайо, в семье Генри и Кэтрин Паризи. Он был женат на Сесилии Сокол, у него осталось двое детей. Паризи умер от опухоли головного мозга 9 мая 2008 года в возрасте 56 лет.
В возрасте 11 лет он стал лицензированным радиолюбителем. В юности проявлял интерес к астрономии и авиации, хотел стать лётчиком. В 1969 году окончил среднюю школу при Берлинском Центре обучения, в городе Вестерн, штат Огайо. В 1969 году поступил в Университет штата в Янгстауне, Огайо. В 1973 году он получил степень бакалавра наук по физике, а также незаконченное высшее образование по математике, астрономии и геологии. Он продолжил обучение и в 1977 году получил степень магистра наук, а в 1979 году — степень доктора астрономии во Флоридском университете.

## До НАСА
После окончания Университета в 1979 году принял должность в «Operations Research Inc.», где он принимал участие в разработке требований по классификации и анализу отказов в течение нескольких миссий НАСА. В 1980 году он начал работать в корпорации «Computer Sciences», в Оперативном центре по обработке данных, над проектом «International Ultraviolet Explorer», орбитальным космическим телескопом, работавшим в ультрафиолетовом диапазоне.
В 1981 году он начал работу над разработкой новых экспериментов в лаборатории Спейслэб с изображениями ультрафиолетового телескопа. Он занимался аппаратурой, разработкой программного обеспечения, электронным проектированием систем, а также планированием миссий. В 1984 году он был отобран НАСА в качестве специалиста по полезной нагрузке в серию полётов шаттлов по проекту «Astro». За двенадцать лет, как специалист по полезной нагрузке он занимался планированием полетов, тестированием аппаратуры на Земле, интеграцией и тестированием, разработкой схем полетов и анализом научный данных. По завершении программы «Astro», Паризи перевели в Отдел перспективного планирования и инженерных коммуникаций, для решения различных вопросов по проектам, связанных со станциями Мир, Международной космической станцией (МКС), а также над перспективным проектом X-38.

## Подготовка к космическим полётам
Был назначен в экипаж шаттла Колумбия STS-61E, старт которого был намечен на 6 марта 1986 года, но после катастрофы шаттла Челленджер, STS-51L, сетка полётов была изменена. После «возвращения к полётам», 20 июня 1984 года был назначен специалистом по полезной нагрузке в экипаж Колумбии STS-35.

## Полёты в космос
- Первый полёт — STS-35[7], шаттл «Колумбия». Со 2 по 11 декабря 1990 года в качестве специалиста по полезной нагрузке. Основной целью миссии STS-35 было развёртывание НАСА рентгеновского телескопа Хопкинса «Astro-1»[8]. Продолжительность полёта составила 8 суток 23 часа 6 минут[9].
- Второй полёт — STS-67[10], шаттл «Индевор». Со 2 по 18 марта 1995 года, на то время — самый длительный полёт шаттла, в качестве специалиста по полезной нагрузке. Продолжение медико-биологических исследований и астрономических наблюдений. Астронавты благополучно приземлились на авиабазе Эдвардс в Калифорнии. Продолжительность полёта составила 16 суток 15 часов 10 минут[11].

Общая продолжительность полётов в космос — 25 дней 14 часов 16 минут.

## После полётов
В конце своей карьеры, Паризи работал в Космическом Центре имени Годдарда, занимался вопросами связи с космическими кораблями, передачей больших массивов данных.

## Награды и премии
Награждён: Медаль «За космический полёт» (1990 и 1995) и многие другие.